# Катунер
Катуне́р (арм. Կատուներ, читается катун`эр, в переводе на русский — кошки), джаз-рок септет, созданный в 2004 году Ваагном Айрапетяном. Полное название коллектива — "Վահագն Հայրապետյան և Կատուներ" (Ваагн Айрапетян и кошки).
Состав: Ваагн Айрапетян (клавишные), Тигран Сучян (труба), Давид Налчаджян (альт-саксофон), Артём Манукян (бас, виолончель), Арман Джалалян (ударные), Давид Минасян (тромбон),  Норайр Карташян (фольклорные инструменты).

## Выступления
Выступления на фестивалях:
- Джаз-фестиваль «Jazz Appreciation Month—2005» и «2006» (организатор — Госдепартамент США)
- Международный джазовый фестиваль "Усадьба. Джаз" (подмосковная усадьба "Архангельское")
- Первый международный фестиваль авангардной фолк-музыки (Ереван)
- Второй международный фестиваль авангардной фолк-музыки (Ереван)
- Третий Международный джаз-фестиваль «Ереван—2006»
- "South Caucasus Music Conference" (Тбилиси, Грузия), 2005 г.

## Дискография
- Альбом "Norevan", 2007 г.. Композиции: After The Phone CallZela; Nanan; New Ballade; Norevan; Oror; Welcome Back - December 23; Zela